# Шахтёр (стадион, Караганда)
Центральный стадион «Шахтёр» — футбольный стадион в городе Караганда, построенный в 1958 году. Домашний стадион футбольного клуба «Шахтер Караганда»
Сооружения стадиона занимают 14 гектаров. Здесь проводятся соревнования по футболу, лёгкой атлетики, боксу, пауэрлифтингу, бодибилдингу, конькобежному спорту, городкам, хоккею, большому и настольному теннису, баскетболу, волейболу, тяжёлой атлетике, велоспорту, туризму, полиатлону, президентскому многоборью и мини-футболу.
По данным Футбольного союза Казахстана, карагандинский стадион «Шахтёр» один из самых посещаемых стадионов Казахстана. 29.10.2011 был установлен очередной рекорд Казахстана по посещаемости. На стадион пришли сразу 18900 фанатов. До этого рекордом посещаемости были 14000 человек, которые также пришли на стадион «Шахтёр».

## История стадиона
Стадион был построен на месте бывшего стадиона «Динамо», который функционировал с 1947 по 1958 годы. В 1958 году футбольному клубу «Шахтёр» официально был присвоен статус команды мастеров и для успешного проведения игр чемпионата СССР в Караганде, было принято решение переоборудовать стадион «Динамо». Его строительство шло с опозданием и первую игру на нём футболисты сыграли лишь 8 июня 1958 в матче 12-го тура против команды «Памир». Затем здесь было проведено ещё 3 матча (2 в лиге и 1 в кубке СССР), но несмотря на это началом истории стадиона «Шахтёр» принято считать 12 августа 1958-го. В этот день на стадионе прошёл первый международный матч по футболу, команда «Шахтёр» встречала сборную команду из КНР «Чан-Чунь», результат встречи 1:1. Трибуны сооружения вмещали 10 000 человек, занимаемая площадь стадиона составляла 2,6 га, а сам объект носил имя «Центральный стадион „Шахтёр“», так как в Караганде на тот момент имелся ещё один стадион «Шахтёр», находившийся в районе «Старый город» и принимавший первые матчи чемпионата.
В 60-х годах прошла первая реконструкция стадиона, зрительских мест стало 28 тысяч, было установлено искусственное освещение, заново построено футбольное поле (104×62 м). На стадионе в то время функционировали: запасное футбольное поле, восемь беговых дорожек, спортивные залы для занятия боксом, тяжёлой атлетикой, фехтованием. Был построен открытый хоккейный корт с трибунами на 3000 мест. На стадионе работали ДЮСШ — по футболу, лёгкой атлетике, фигурному катанию, конькобежному спорту, хоккею с шайбой, фехтованию, боксу.
На стадионе многие годы проводились игры Чемпионата СССР по футболу команды «Шахтёр» в классе «А» и в первой лиги с участие таких именитых команд, как «Зенит», «Локомотив» (Москва), «Черноморец» (Одесса), «Днепр».
В 60-70 годы на стадионе «Шахтёр» проводились Международные матчи по футболу с участием команд из Польши, Мексики, Лаоса, Кореи.
С 1967—1972 гг. командой «Строитель», на хоккейном корте, проводились хоккейные матчи в Чемпионата СССР и Казахстана в классе «А». С 1974—1977 гг. на запасном поле стадиона «Шахтёр» проводились игры высшей лиги Чемпионата СССР по хоккею с мячом с участием команды «Литейщик».
В 2001 году на стадионе «Шахтёр» была проведена широкомасштабная реконструкция. Швейцарской фирмой «Motomatic AG» был смонтирован натуральный футбольный газон, проведена коренная реконструкция трибун, настелены современные беговые дорожки. Под трибунами разместился целый городок спортивных залов.
К 2000-х годам площадь стадиона увеличилась до 14 га. В 2004 году введён в эксплуатацию современный многофункциональный спорткомплекс «Жастар», который до июня 2006 года был базой хоккейной команды «Казахмыс», с июля 2006 года стал базой футбольной команды «Шахтёр».
В 2006 году стадион «Шахтёр» получил лицензию УЕФА. На стадионе «Шахтёр» проводятся соревнования международного и республиканского значения.

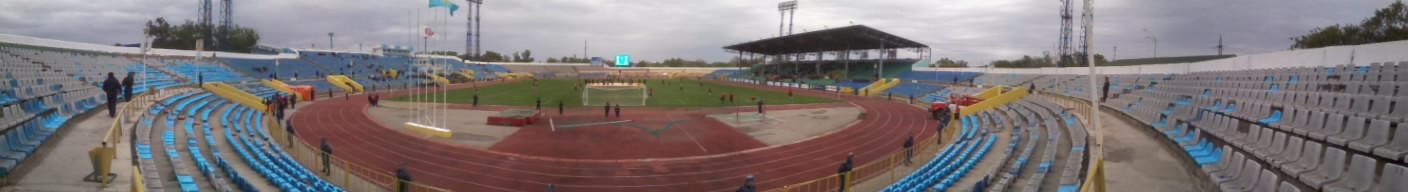
Панорама трибун стадиона «Шахтёр».

## Структура
- Центральная арена: футбольное поле, л/атлетические сектора и беговые дорожки, трибуна на 19500 мест.
- Запасное поле с искусственным газоном и трибунами на 3000 мест.
- Открытые волейбольные площадки.
- Запасное поле с искусственным газоном.
- Три мини-поля с искусственным газоном.
- Теннисные площадки.
- Зал настольного тенниса.
- Гостевая, раздевалки.
- Кабинет допинг контроля.
- Судейские раздевалки.
- Зал тяжёлой атлетики, пауэрлифтинга и бодибилдинга.
- Зал бокса.
- Легкоатлетический крытый манеж.
- Зал хоккея с шайбой и мячом.
- Зал велоспорта.
- Зал конькобежного спорта.
- Футбольный зал.
- Городской каток.
- Медицинский кабинет.
- Оздоровительный центр.

## Фотогалерея

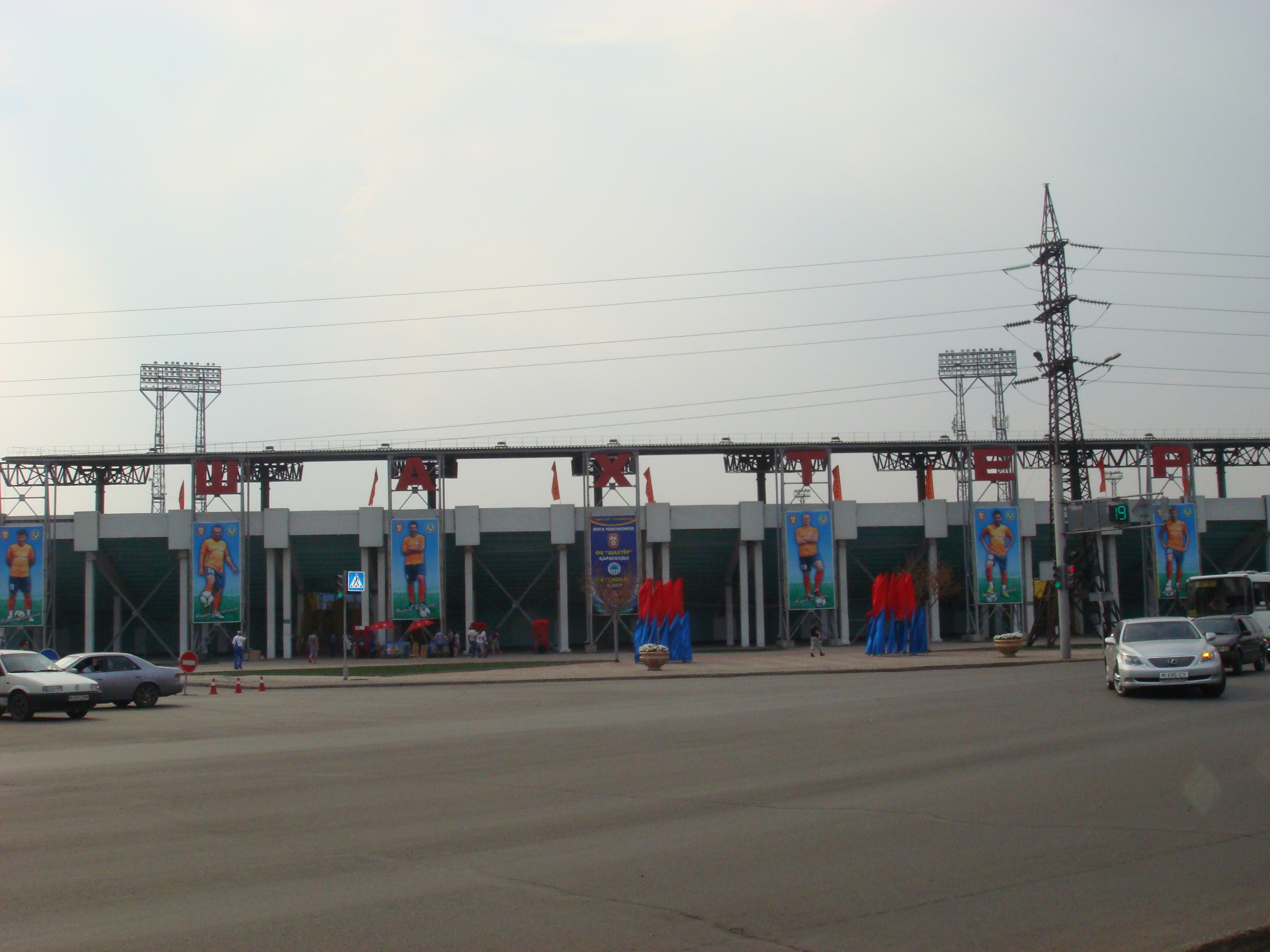
Стадион «Шахтёр»
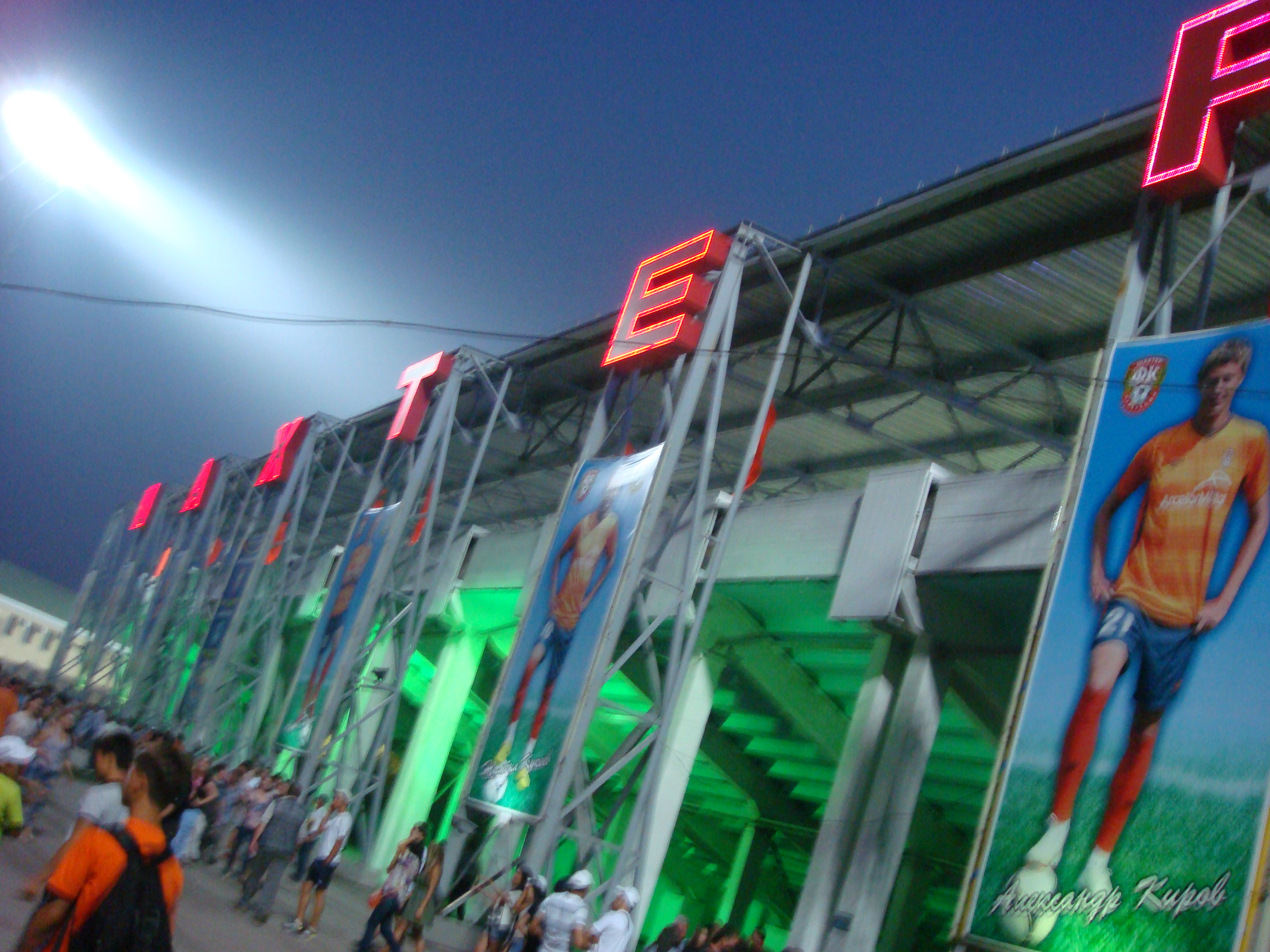
Вид стадиона в вечернее время